# Тутаевский район
Тута́евский райо́н — административно-территориальная единица (район) и муниципальное образование (муниципальный район) в центре Ярославской области России.
Административный центр — город Тутаев, который имеет статус города областного значения и не входит в район, но является составной частью одноимённого Тутаевского муниципального района.

## География
Площадь 1452 км² (13-е место среди районов). Район граничит на севере с Пошехонским, на северо-востоке — с Даниловским, на юго-востоке — с Ярославским, на юго-западе — с Большесельским, на западе — с Рыбинским районами Ярославской области.
Основные реки — Волга, Урдома.

## История
Район образован 10 июня 1929 года в составе Ярославского округа Ивановской Промышленной области. В него вошли территории Борисоглебской и Тутаевской волостей бывшего Ярославского уезда, части селений Шаготской и Николо-Троицкой волостей бывшего Даниловского уезда и часть Большесельской волости бывшего Угличского уезда.
11 марта 1936 года район вошёл в вновь образованную Ярославскую область. 8 апреля 1941 года 4 сельсовета перечислены во вновь организованный Арефинский район. 17 марта 1944 года Алексейцевский сельсовет перечислен во вновь образованный Курбский район. 15 апреля 1946 года Ченцовский сельсовет отошёл во вновь образованный Давыдковский район. 22 ноября 1957 года к Тутаевскому району была присоединена часть территории упразднённого Курбского района. 22 октября 1959 года в район вошёл Метенинский сельсовет ликвидированного Арефинского района.

## Население
| 1939    | 1959    | 1970    | 1979    | 1989    | 2002    | 2007    | 2009    | 2010    |
| ------- | ------- | ------- | ------- | ------- | ------- | ------- | ------- | ------- |
| 69 652  | ↘50 884 | ↘43 839 | ↗46 226 | ↘19 575 | ↘17 131 | ↗58 754 | ↘57 726 | ↘56 954 |
| 2011    | 2012    | 2013    | 2014    | 2015    | 2016    | 2017    | 2018    | 2019    |
| ↘56 948 | ↘56 833 | ↗56 875 | ↘56 858 | ↘56 579 | ↘56 545 | ↗56 565 | ↘56 112 | ↘55 596 |
| 2020    | 2021    |         |         |         |         |         |         |         |
| ↘55 418 | ↘53 031 |         |         |         |         |         |         |         |

### Урбанизация
Городское население (город Тутаев и рабочий посёлок Константиновский) составляет  84,28 % от всего населения района.

### Национальный состав
По итогам переписи населения 2020 года проживали следующие национальности (национальности менее 0,1 % и другое, см. в сноске к строке «Другие»):
| Национальность | Численность, чел. | Доля     |
| -------------- | ----------------- | -------- |
| Русские        | 44 135            | 83,22 %  |
| Езиды          | 343               | 0,65 %   |
| Армяне         | 299               | 0,56 %   |
| Украинцы       | 207               | 0,39 %   |
| Татары         | 169               | 0,32 %   |
| Азербайджанцы  | 77                | 0,15 %   |
| Таджики        | 60                | 0,11 %   |
| Другие         | 7741              | 14,60 %  |
| Итого          | 53 031            | 100,00 % |

## Административное деление

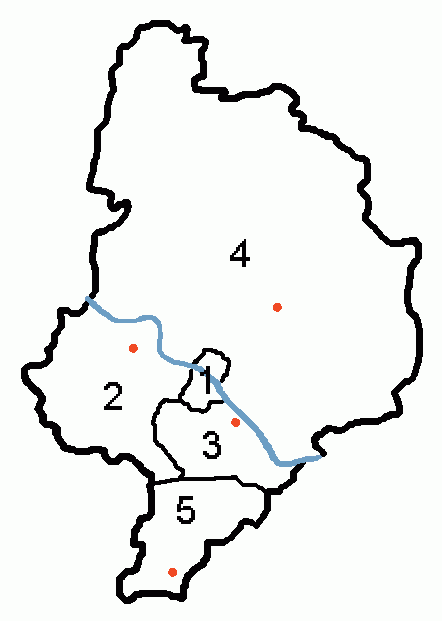
Муниципальные образования:
городское поселение: 1. — Тутаев;
сельские поселения: 2. — Артемьевское;
3. — Константиновское; 4. — Левобережное;
5. — Чёбаковское.

Тутаевский район как административно-территориальная единица области включает 1 рабочий посёлок (посёлок городского типа) и 10 сельских округов, при этом город Тутаев имеет статус города областного значения и не входит в административный район.
Тутаевский муниципальный район в рамках организации местного самоуправления включает 5 муниципальных образований, в том числе 1 городское поселение и 4 сельских поселения.
| Административно- территориальная единица | Административный центр | Муниципальное образование           | Административный центр | Количество населённых пунктов | Население (чел.) | Площадь (км²) |              |           |                            |           |   |         |       |
| ---------------------------------------- | ---------------------- | ----------------------------------- | ---------------------- | ----------------------------- | ---------------- | ------------- | ------------ | --------- | -------------------------- | --------- | - | ------- | ----- |
| Административно- территориальная единица | Административный центр | Муниципальное образование           | Административный центр | Количество населённых пунктов | Население (чел.) | Площадь (км²) | город Тутаев | г. Тутаев | городское поселение Тутаев | г. Тутаев | 1 | ↘39 643 | 25,47 |
| Артемьевский сельский округ              | д. Емишево             | Артемьевское сельское поселение     | д. Емишево             | 57                            | ↘1251            | 203,82        |              |           |                            |           |   |         |       |
| Николо-Эдомский сельский округ           | д. Столбищи            | Артемьевское сельское поселение     | д. Емишево             | 57                            | ↘1251            | 203,82        |              |           |                            |           |   |         |       |
| пгт Константиновский                     | пгт Константиновский   | Константиновское сельское поселение | пгт Константиновский   | 30                            | ↘8292            | 83,13         |              |           |                            |           |   |         |       |
| Фоминский сельский округ                 | п. Фоминское           | Константиновское сельское поселение | пгт Константиновский   | 30                            | ↘8292            | 83,13         |              |           |                            |           |   |         |       |
| Родионовский сельский округ              | с. Пшеничище           | Левобережное сельское поселение     | г. Тутаев              | 205                           | ↘2584            | 1018,50       |              |           |                            |           |   |         |       |
| Помогаловский сельский округ             | д. Белятино            | Левобережное сельское поселение     | г. Тутаев              | 205                           | ↘2584            | 1018,50       |              |           |                            |           |   |         |       |
| Великосельский сельский округ            | д. Великое Село        | Левобережное сельское поселение     | г. Тутаев              | 205                           | ↘2584            | 1018,50       |              |           |                            |           |   |         |       |
| Метенининский сельский округ             | д. Першино             | Левобережное сельское поселение     | г. Тутаев              | 205                           | ↘2584            | 1018,50       |              |           |                            |           |   |         |       |
| Борисоглебский сельский округ            | с. Борисоглеб          | Левобережное сельское поселение     | г. Тутаев              | 205                           | ↘2584            | 1018,50       |              |           |                            |           |   |         |       |
| Никольский сельский округ                | с. Никольское          | Левобережное сельское поселение     | г. Тутаев              | 205                           | ↘2584            | 1018,50       |              |           |                            |           |   |         |       |
| Чёбаковский сельский округ               | п. Никульское          | Чёбаковское сельское поселение      | п. Никульское          | 43                            | ↘1261            | 120,73        |              |           |                            |           |   |         |       |

### История муниципального устройства
К 1 января 2005 года в соответствии с законом Ярославской области от 21 декабря 2004 года в новообразованном муниципальном районе были созданы 2 городских поселения Тутаев и Константиновский и 6 сельских поселений: Артемьевское, Чебаковское, Родионовское, Помогаловское, Великосельское, Борисоглебское. Законом Ярославской области от 30 марта 2005 года, городское поселение Константиновский преобразовано в Константиновское сельское поселение. Законом Ярославской области от 30 апреля 2009 года образовано Левобережное сельское поселение с центром в городе Тутаев путем объединения Родионовского, Помогаловского, Великосельского и Борисоглебского сельских поселений.

## Населённые пункты

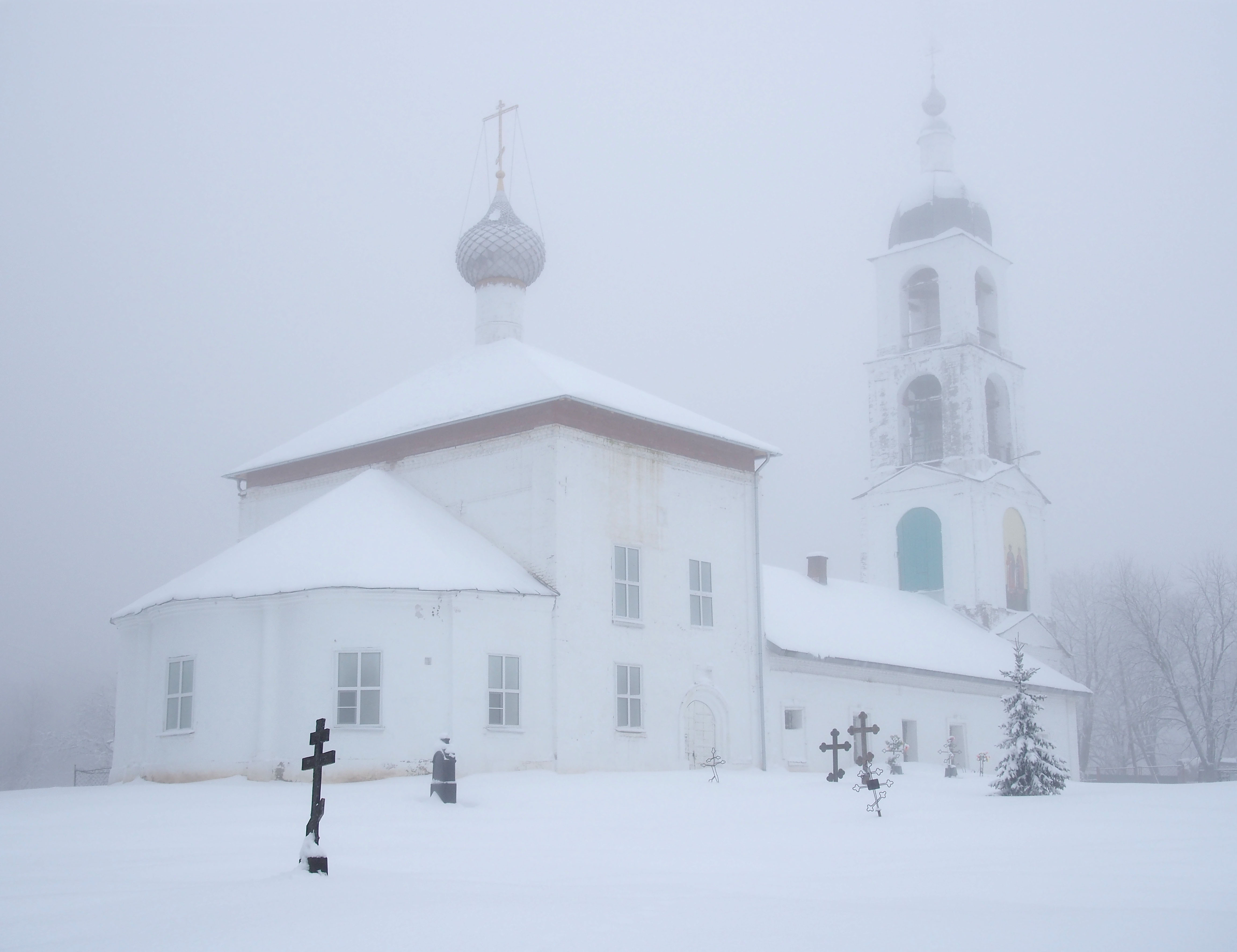
Церковь Илии Пророка, село Ильинское

Всего в районе с райцентром насчитывается 336 населённых пунктов, в том числе два городских населённых пункта (город и рабочий посёлок) и 334 сельских населённых пункта. Из последних 256 населённых пунктов по состоянию на конец 2017 года имели постоянное население.
| №   | Населённый пункт              | Тип             | Население (чел.) | Сельский округ  | Сельское поселение |
| --- | ----------------------------- | --------------- | ---------------- | --------------- | ------------------ |
| 1   | Тутаев                        | город           | ↘39 643          |                 |                    |
| 2   | Константиновский              | рабочий посёлок | ↘5054            |                 | Константиновское   |
| 3   | Аксентьево                    | деревня         | →0               | Фоминский       | Константиновское   |
| 4   | Аксенцево                     | деревня         | →0               | Великосельский  | Левобережное       |
| 5   | Акулиха                       | деревня         | →0               | Чебаковский     | Чёбаковское        |
| 6   | Александровское               | деревня         | ↘2               | Родионовский    | Левобережное       |
| 7   | Алексейцево                   | деревня         | ↗15              | Чебаковский     | Чёбаковское        |
| 8   | Алексино                      | деревня         | ↘11              | Родионовский    | Левобережное       |
| 9   | Антифьево                     | деревня         | ↗30              | Артемьевский    | Артемьевское       |
| 10  | Артемьево                     | деревня         | ↗74              | Артемьевский    | Артемьевское       |
| 11  | Афанасово                     | деревня         | →3               | Чебаковский     | Чёбаковское        |
| 12  | Аферищево                     | деревня         | ↗14              | Никольский      | Левобережное       |
| 13  | Базы Отдыха «Красный Октябрь» | посёлок         | →0               | Николо-Эдомский | Артемьевское       |
| 14  | Бариново                      | деревня         | ↘13              | Великосельский  | Левобережное       |
| 15  | Баскаково                     | деревня         | →0               | Николо-Эдомский | Артемьевское       |
| 16  | Баскачево                     | деревня         | ↗11              | Фоминский       | Константиновское   |
| 17  | Бегоульцево                   | деревня         | →11              | Родионовский    | Левобережное       |
| 18  | Безмино                       | деревня         | ↘7               | Артемьевский    | Артемьевское       |
| 19  | Белавино                      | деревня         | ↘16              | Фоминский       | Константиновское   |
| 20  | Белешино                      | деревня         | →0               | Чебаковский     | Чёбаковское        |
| 21  | Белятино                      | деревня         | ↘35              | Помогаловский   | Левобережное       |
| 22  | Березино                      | деревня         | →0               | Родионовский    | Левобережное       |
| 23  | Благовещенье                  | село            | ↘53              | Борисоглебский  | Левобережное       |
| 24  | Богатырево                    | деревня         | ↗1               | Чебаковский     | Чёбаковское        |
| 25  | Богдановка                    | деревня         | ↗77              | Метенининский   | Левобережное       |
| 26  | Болотово                      | деревня         | ↘27              | Борисоглебский  | Левобережное       |
| 27  | Большое Галкино               | деревня         | ↗37              | Никольский      | Левобережное       |
| 28  | Большое Масленниково          | деревня         | ↗9               | Чебаковский     | Чёбаковское        |
| 29  | Большое Титовское             | деревня         | ↗4               | Николо-Эдомский | Артемьевское       |
| 30  | Борисово                      | деревня         | ↘22              | Родионовский    | Левобережное       |
| 31  | Борисовское                   | деревня         | ↗20              | Фоминский       | Константиновское   |
| 32  | Борисоглеб                    | село            | ↘231             | Борисоглебский  | Левобережное       |
| 33  | Борисцево                     | деревня         | ↘0               | Великосельский  | Левобережное       |
| 34  | Брянцево                      | деревня         | ↗9               | Фоминский       | Константиновское   |
| 35  | Бубново                       | деревня         | ↗4               | Борисоглебский  | Левобережное       |
| 36  | Вартаково                     | деревня         | →2               | Метенининский   | Левобережное       |
| 37  | Ваулово                       | деревня         | ↘3               | Николо-Эдомский | Артемьевское       |
| 38  | Ваулово                       | посёлок         | ↗13              | Николо-Эдомский | Артемьевское       |
| 39  | Ваулово                       | село            | ↘66              | Николо-Эдомский | Артемьевское       |
| 40  | Великое Село                  | деревня         | ↘145             | Великосельский  | Левобережное       |
| 41  | Верещагино                    | село            | ↗116             | Никольский      | Левобережное       |
| 42  | Веригино                      | деревня         | ↘28              | Никольский      | Левобережное       |
| 43  | Верково                       | деревня         | ↗9               | Борисоглебский  | Левобережное       |
| 44  | Верхние Козловки              | деревня         | ↘5               | Борисоглебский  | Левобережное       |
| 45  | Вознесенье                    | село            | ↗3               | Помогаловский   | Левобережное       |
| 46  | Волжский                      | посёлок         | ↘16              | Родионовский    | Левобережное       |
| 47  | Волково                       | деревня         | ↗4               | Чебаковский     | Чёбаковское        |
| 48  | Воронино                      | деревня         | ↗3               | Помогаловский   | Левобережное       |
| 49  | Вороново                      | деревня         | ↘2               | Метенининский   | Левобережное       |
| 50  | Воротники                     | деревня         | ↘57              | Помогаловский   | Левобережное       |
| 51  | Выползово                     | деревня         | ↘204             | Помогаловский   | Левобережное       |
| 52  | Вышницы                       | деревня         | ↗11              | Артемьевский    | Артемьевское       |
| 53  | Гавриловское                  | деревня         | →0               | Борисоглебский  | Левобережное       |
| 54  | Гаврово                       | деревня         | ↘1               | Великосельский  | Левобережное       |
| 55  | Галкино                       | деревня         | ↘2               | Чебаковский     | Чёбаковское        |
| 56  | Глотово                       | деревня         | ↘30              | Родионовский    | Левобережное       |
| 57  | Голенищево                    | деревня         | ↘0               | Артемьевский    | Артемьевское       |
| 58  | Голубково                     | деревня         | ↗4               | Родионовский    | Левобережное       |
| 59  | Гораздово                     | деревня         | ↘35              | Борисоглебский  | Левобережное       |
| 60  | Горинское                     | деревня         | ↗17              | Чебаковский     | Чёбаковское        |
| 61  | Григорово                     | деревня         | ↘17              | Метенининский   | Левобережное       |
| 62  | Григорьевское                 | деревня         | ↘15              | Борисоглебский  | Левобережное       |
| 63  | Гуреево                       | деревня         | ↘1               | Родионовский    | Левобережное       |
| 64  | Данилково                     | деревня         | →0               | Чебаковский     | Чёбаковское        |
| 65  | Дементьево                    | деревня         | →0               | Помогаловский   | Левобережное       |
| 66  | Дмитриевское                  | деревня         | ↘26              | Родионовский    | Левобережное       |
| 67  | Долговское                    | деревня         | ↘0               | Родионовский    | Левобережное       |
| 68  | Дор                           | деревня         | ↗2               | Родионовский    | Левобережное       |
| 69  | Дорки                         | деревня         | →1               | Никольский      | Левобережное       |
| 70  | Дорожаево                     | деревня         | ↗19              | Фоминский       | Константиновское   |
| 71  | Дубасово                      | деревня         | →0               | Великосельский  | Левобережное       |
| 72  | Дубровино                     | деревня         | ↘1               | Родионовский    | Левобережное       |
| 73  | Дудки                         | деревня         | ↘2               | Помогаловский   | Левобережное       |
| 74  | Евчаково                      | деревня         | ↗5               | Помогаловский   | Левобережное       |
| 75  | Елизарово                     | деревня         | ↘1               | Родионовский    | Левобережное       |
| 76  | Емишево                       | деревня         | ↘340             | Артемьевский    | Артемьевское       |
| 77  | Ермолово                      | деревня         | ↗1               | Родионовский    | Левобережное       |
| 78  | Ерофеево                      | деревня         | →0               | Николо-Эдомский | Артемьевское       |
| 79  | Есипово                       | деревня         | ↘3               | Родионовский    | Левобережное       |
| 80  | Есюки                         | деревня         | ↗11              | Артемьевский    | Артемьевское       |
| 81  | Ефимово                       | деревня         | ↘0               | Николо-Эдомский | Артемьевское       |
| 82  | Жаворонково                   | деревня         | ↘8               | Родионовский    | Левобережное       |
| 83  | Жарки                         | деревня         | ↘47              | Борисоглебский  | Левобережное       |
| 84  | Забелино                      | деревня         | ↗4               | Родионовский    | Левобережное       |
| 85  | Зайки                         | деревня         | ↘16              | Никольский      | Левобережное       |
| 86  | Залужье                       | деревня         | ↗5               | Чебаковский     | Чёбаковское        |
| 87  | Зарницино                     | деревня         | →0               | Фоминский       | Константиновское   |
| 88  | Здоровцево                    | село            | ↘9               | Помогаловский   | Левобережное       |
| 89  | Зеркаево                      | деревня         | ↘3               | Родионовский    | Левобережное       |
| 90  | Зманово                       | деревня         | ↘4               | Помогаловский   | Левобережное       |
| 91  | Зубарево                      | деревня         | →0               | Никольский      | Левобережное       |
| 92  | Зуево                         | деревня         | ↘5               | Помогаловский   | Левобережное       |
| 93  | Иванищево                     | деревня         | →0               | Чебаковский     | Чёбаковское        |
| 94  | Ивановское                    | деревня         | ↘0               | Родионовский    | Левобережное       |
| 95  | Ивановское                    | деревня         | ↗27              | Помогаловский   | Левобережное       |
| 96  | Ивановское                    | деревня         | ↘3               | Метенининский   | Левобережное       |
| 97  | Ивановское                    | деревня         | ↘1               | Никольский      | Левобережное       |
| 98  | Ильинское                     | деревня         | ↘41              | Артемьевский    | Артемьевское       |
| 99  | Ильинское                     | село            | ↘7               | Родионовский    | Левобережное       |
| 100 | Илькино                       | деревня         | →1               | Николо-Эдомский | Артемьевское       |
| 101 | Ионовское                     | деревня         | ↗14              | Николо-Эдомский | Артемьевское       |
| 102 | Исаево                        | деревня         | ↗1               | Чебаковский     | Чёбаковское        |
| 103 | Исаково                       | деревня         | ↘1               | Родионовский    | Левобережное       |
| 104 | Исаковское                    | деревня         | ↘4               | Борисоглебский  | Левобережное       |
| 105 | Кабатово                      | деревня         | →2               | Помогаловский   | Левобережное       |
| 106 | Каликино                      | деревня         | →0               | Родионовский    | Левобережное       |
| 107 | Калино                        | деревня         | →1               | Борисоглебский  | Левобережное       |
| 108 | Калошино                      | деревня         | →0               | Артемьевский    | Артемьевское       |
| 109 | Каменка                       | деревня         | →0               | Николо-Эдомский | Артемьевское       |
| 110 | Карачарово                    | деревня         | ↘0               | Фоминский       | Константиновское   |
| 111 | Карбушево                     | деревня         | ↗4               | Родионовский    | Левобережное       |
| 112 | Кардинское                    | деревня         | ↘23              | Борисоглебский  | Левобережное       |
| 113 | Квашнино                      | деревня         | ↘9               | Никольский      | Левобережное       |
| 114 | Киверники                     | деревня         | →0               | Помогаловский   | Левобережное       |
| 115 | Кирилловское                  | деревня         | ↗26              | Чебаковский     | Чёбаковское        |
| 116 | Киселево                      | деревня         | ↘8               | Родионовский    | Левобережное       |
| 117 | Киселево                      | деревня         | →4               | Борисоглебский  | Левобережное       |
| 118 | Клинцево                      | деревня         | ↘2               | Артемьевский    | Артемьевское       |
| 119 | Князево                       | деревня         | ↘0               | Родионовский    | Левобережное       |
| 120 | Кобылино                      | деревня         | →0               | Чебаковский     | Чёбаковское        |
| 121 | Ковалево                      | деревня         | ↘28              | Фоминский       | Константиновское   |
| 122 | Козлово                       | деревня         | →0               | Помогаловский   | Левобережное       |
| 123 | Колечково                     | деревня         | ↗8               | Борисоглебский  | Левобережное       |
| 124 | Коломино                      | деревня         | ↗7               | Родионовский    | Левобережное       |
| 125 | Константиново                 | деревня         | ↘4               | Чебаковский     | Чёбаковское        |
| 126 | Копнинское                    | деревня         | ↗48              | Фоминский       | Константиновское   |
| 127 | Короваево                     | деревня         | ↗9               | Помогаловский   | Левобережное       |
| 128 | Коромыслово                   | деревня         | →0               | Фоминский       | Константиновское   |
| 129 | Корцово                       | деревня         | ↗12              | Родионовский    | Левобережное       |
| 130 | Косяково                      | деревня         | ↘1               | Борисоглебский  | Левобережное       |
| 131 | Крапивино                     | деревня         | →0               | Чебаковский     | Чёбаковское        |
| 132 | Красинское                    | деревня         | ↗9               | Артемьевский    | Артемьевское       |
| 133 | Красково                      | деревня         | ↘7               | Помогаловский   | Левобережное       |
| 134 | Красново                      | деревня         | ↗10              | Помогаловский   | Левобережное       |
| 135 | Красный Бор                   | посёлок         | ↘116             | Помогаловский   | Левобережное       |
| 136 | Кренево                       | деревня         | →0               | Помогаловский   | Левобережное       |
| 137 | Кривандино                    | деревня         | ↗5               | Чебаковский     | Чёбаковское        |
| 138 | Крюково                       | деревня         | →0               | Чебаковский     | Чёбаковское        |
| 139 | Куземкино                     | деревня         | ↘1               | Родионовский    | Левобережное       |
| 140 | Кузилово                      | деревня         | ↗12              | Артемьевский    | Артемьевское       |
| 141 | Кузнецово                     | деревня         | ↘5               | Помогаловский   | Левобережное       |
| 142 | Кузнецово                     | деревня         | →0               | Борисоглебский  | Левобережное       |
| 143 | Кузнецово                     | деревня         | ↗1               | Никольский      | Левобережное       |
| 144 | Кузьминское                   | деревня         | ↘4               | Родионовский    | Левобережное       |
| 145 | Кулиги                        | деревня         | ↘6               | Борисоглебский  | Левобережное       |
| 146 | Куприяново                    | деревня         | ↗2               | Чебаковский     | Чёбаковское        |
| 147 | Куприянцево                   | деревня         | →1               | Помогаловский   | Левобережное       |
| 148 | Курякино                      | деревня         | ↘4               | Метенининский   | Левобережное       |
| 149 | Кучерово                      | деревня         | →3               | Помогаловский   | Левобережное       |
| 150 | Лазарцево                     | деревня         | ↘12              | Артемьевский    | Артемьевское       |
| 151 | Лапино                        | деревня         | ↗13              | Никольский      | Левобережное       |
| 152 | Летешовка                     | посёлок         | →9               | Родионовский    | Левобережное       |
| 153 | Лихачево                      | деревня         | →3               | Родионовский    | Левобережное       |
| 154 | Логиново                      | деревня         | →0               | Родионовский    | Левобережное       |
| 155 | Ломки                         | деревня         | ↗8               | Великосельский  | Левобережное       |
| 156 | Лукинское                     | деревня         | ↗2               | Николо-Эдомский | Артемьевское       |
| 157 | Лутовинино                    | деревня         | →0               | Помогаловский   | Левобережное       |
| 158 | Лыкошино                      | деревня         | ↘8               | Артемьевский    | Артемьевское       |
| 159 | Мазино                        | деревня         | ↘14              | Борисоглебский  | Левобережное       |
| 160 | Макарино                      | деревня         | →16              | Никольский      | Левобережное       |
| 161 | Малахово                      | деревня         | ↘57              | Родионовский    | Левобережное       |
| 162 | Малое Масленниково            | деревня         | ↗4               | Чебаковский     | Чёбаковское        |
| 163 | Малое Титовское               | деревня         | ↗6               | Николо-Эдомский | Артемьевское       |
| 164 | Малый Покров                  | село            | ↘1               | Помогаловский   | Левобережное       |
| 165 | Манеево                       | деревня         | ↘1               | Помогаловский   | Левобережное       |
| 166 | Манцурово                     | деревня         | ↘0               | Артемьевский    | Артемьевское       |
| 167 | Манылово                      | деревня         | ↘69              | Помогаловский   | Левобережное       |
| 168 | Марино                        | деревня         | →4               | Родионовский    | Левобережное       |
| 169 | Марково                       | деревня         | →0               | Родионовский    | Левобережное       |
| 170 | Мартыново                     | деревня         | ↗7               | Артемьевский    | Артемьевское       |
| 171 | Масленики                     | деревня         | ↘7               | Помогаловский   | Левобережное       |
| 172 | Машаково                      | деревня         | ↘135             | Родионовский    | Левобережное       |
| 173 | Медведево                     | деревня         | ↗22              | Чебаковский     | Чёбаковское        |
| 174 | Медведки                      | деревня         | →0               | Метенининский   | Левобережное       |
| 175 | Медведово                     | деревня         | ↘2               | Никольский      | Левобережное       |
| 176 | Метенинино                    | деревня         | ↘5               | Метенининский   | Левобережное       |
| 177 | Микляиха                      | посёлок         | ↘995             | Фоминский       | Константиновское   |
| 178 | Миланино                      | деревня         | →2               | Никольский      | Левобережное       |
| 179 | Мильцево                      | деревня         | →0               | Помогаловский   | Левобережное       |
| 180 | Мирогостово                   | деревня         | ↗17              | Борисоглебский  | Левобережное       |
| 181 | Митинское                     | деревня         | ↗13              | Николо-Эдомский | Артемьевское       |
| 182 | Митюшино                      | деревня         | ↘0               | Николо-Эдомский | Артемьевское       |
| 183 | Михайлово                     | деревня         | ↘15              | Никольский      | Левобережное       |
| 184 | Михайловское                  | деревня         | ↗8               | Чебаковский     | Чёбаковское        |
| 185 | Михалево                      | деревня         | ↘2               | Чебаковский     | Левобережное       |
| 186 | Михалево                      | деревня         | ↗2               | Помогаловский   | Чёбаковское        |
| 187 | Михальцево                    | деревня         | ↘2               | Фоминский       | Константиновское   |
| 188 | Михеево                       | деревня         | →0               | Помогаловский   | Левобережное       |
| 189 | Мишаки                        | деревня         | ↘20              | Артемьевский    | Артемьевское       |
| 190 | Мишаки                        | деревня         | →0               | Помогаловский   | Левобережное       |
| 191 | Мишутино                      | деревня         | ↗22              | Никольский      | Левобережное       |
| 192 | Мокроусово                    | деревня         | ↗3               | Чебаковский     | Чёбаковское        |
| 193 | Мотово                        | деревня         | →0               | Фоминский       | Константиновское   |
| 194 | Мотылево                      | деревня         | →2               | Родионовский    | Левобережное       |
| 195 | Мухино                        | деревня         | ↘0               | Родионовский    | Левобережное       |
| 196 | Мятлиха                       | деревня         | ↘0               | Помогаловский   | Левобережное       |
| 197 | Назарово                      | деревня         | ↘14              | Никольский      | Левобережное       |
| 198 | Никаново                      | деревня         | ↘0               | Помогаловский   | Левобережное       |
| 199 | Никитинское                   | деревня         | ↘5               | Метенининский   | Левобережное       |
| 200 | Никифорово                    | деревня         | ↗5               | Артемьевский    | Артемьевское       |
| 201 | Николо-Заболотье              | деревня         | ↘4               | Чебаковский     | Чёбаковское        |
| 202 | Николо-Эдома                  | село            | ↘3               | Николо-Эдомский | Артемьевское       |
| 203 | Никольское                    | деревня         | ↗7               | Фоминский       | Константиновское   |
| 204 | Никольское                    | село            | ↘286             | Никольский      | Левобережное       |
| 205 | Никоново                      | деревня         | ↗2               | Чебаковский     | Чёбаковское        |
| 206 | Никульское                    | посёлок         | ↘656             | Чебаковский     | Чёбаковское        |
| 207 | Новенькое                     | деревня         | ↘5               | Николо-Эдомский | Артемьевское       |
| 208 | Новенькое                     | деревня         | ↘42              | Никольский      | Левобережное       |
| 209 | Новое                         | деревня         | →0               | Фоминский       | Константиновское   |
| 210 | Новое                         | село            | →29              | Родионовский    | Левобережное       |
| 211 | Новоселки                     | деревня         | ↘4               | Артемьевский    | Артемьевское       |
| 212 | Новотроицкое                  | деревня         | →0               | Помогаловский   | Левобережное       |
| 213 | Новый Посёлок                 | деревня         | ↘8               | Метенининский   | Левобережное       |
| 214 | Огняники                      | деревня         | →7               | Борисоглебский  | Левобережное       |
| 215 | Олехово                       | деревня         | ↘10              | Родионовский    | Левобережное       |
| 216 | Олешково                      | деревня         | →0               | Артемьевский    | Артемьевское       |
| 217 | Олюнино                       | деревня         | ↗4               | Фоминский       | Константиновское   |
| 218 | Омелино                       | деревня         | ↘9               | Николо-Эдомский | Артемьевское       |
| 219 | Омелино                       | деревня         | ↘0               | Чебаковский     | Чёбаковское        |
| 220 | Осташево                      | деревня         | ↘83              | Николо-Эдомский | Артемьевское       |
| 221 | Отмищево                      | деревня         | ↗10              | Помогаловский   | Левобережное       |
| 222 | Павловское                    | деревня         | ↘14              | Фоминский       | Константиновское   |
| 223 | Павловское                    | деревня         | ↘196             | Борисоглебский  | Левобережное       |
| 224 | Панино                        | деревня         | ↗76              | Фоминский       | Константиновское   |
| 225 | Панкратово                    | деревня         | ↘24              | Великосельский  | Левобережное       |
| 226 | Панфилово                     | деревня         | ↗8               | Фоминский       | Константиновское   |
| 227 | Паратики                      | деревня         | →5               | Борисоглебский  | Левобережное       |
| 228 | Парняково                     | деревня         | ↗14              | Николо-Эдомский | Артемьевское       |
| 229 | Парфенково                    | деревня         | →0               | Артемьевский    | Артемьевское       |
| 230 | Пасынково                     | деревня         | ↘1               | Николо-Эдомский | Артемьевское       |
| 231 | Перепечино                    | деревня         | →0               | Великосельский  | Левобережное       |
| 232 | Першино                       | деревня         | ↘193             | Метенининский   | Левобережное       |
| 233 | Петрецово                     | деревня         | ↘14              | Борисоглебский  | Левобережное       |
| 234 | Петрунино                     | деревня         | →0               | Помогаловский   | Левобережное       |
| 235 | Петрушино                     | деревня         | ↗5               | Чебаковский     | Чёбаковское        |
| 236 | Петуховка                     | деревня         | →7               | Метенининский   | Левобережное       |
| 237 | Пешково                       | деревня         | →0               | Никольский      | Левобережное       |
| 238 | Пищалево                      | деревня         | ↘1               | Родионовский    | Левобережное       |
| 239 | Погорелка                     | деревня         | ↗5               | Помогаловский   | Левобережное       |
| 240 | Погост                        | деревня         | →0               | Артемьевский    | Артемьевское       |
| 241 | Подлесное                     | деревня         | ↗11              | Артемьевский    | Артемьевское       |
| 242 | Подольское                    | деревня         | →2               | Чебаковский     | Чёбаковское        |
| 243 | Подосеново                    | деревня         | ↘9               | Помогаловский   | Левобережное       |
| 244 | Пожарово                      | деревня         | ↘7               | Борисоглебский  | Левобережное       |
| 245 | Полутино                      | деревня         | ↘0               | Никольский      | Левобережное       |
| 246 | Полуэктово                    | деревня         | ↘13              | Николо-Эдомский | Артемьевское       |
| 247 | Помогалово                    | деревня         | ↗12              | Помогаловский   | Левобережное       |
| 248 | Понгилово                     | деревня         | ↘22              | Борисоглебский  | Левобережное       |
| 249 | Попадино                      | деревня         | ↘3               | Великосельский  | Левобережное       |
| 250 | Потыкино                      | деревня         | ↘1               | Никольский      | Левобережное       |
| 251 | Починок                       | деревня         | ↗58              | Великосельский  | Левобережное       |
| 252 | Починок                       | деревня         | ↘11              | Метенининский   | Левобережное       |
| 253 | Починок                       | деревня         | ↘0               | Никольский      | Левобережное       |
| 254 | Прибрежная                    | деревня         | →0               | Чебаковский     | Чёбаковское        |
| 255 | Прошево                       | деревня         | ↘3               | Родионовский    | Левобережное       |
| 256 | Пустово                       | деревня         | ↗13              | Фоминский       | Константиновское   |
| 257 | Пустово                       | посёлок станции | ↘10              | Фоминский       | Константиновское   |
| 258 | Путиловка                     | деревня         | ↘15              | Родионовский    | Левобережное       |
| 259 | Пшеничище                     | село            | ↘214             | Помогаловский   | Левобережное       |
| 260 | Ратислово                     | деревня         | ↘8               | Борисоглебский  | Левобережное       |
| 261 | Ратмирово                     | село            | ↘9               | Родионовский    | Левобережное       |
| 262 | Реброво                       | деревня         | ↗4               | Родионовский    | Левобережное       |
| 263 | Родионово                     | деревня         | ↗3               | Родионовский    | Левобережное       |
| 264 | Родионцево                    | деревня         | ↘1               | Николо-Эдомский | Левобережное       |
| 265 | Рождественное                 | деревня         | ↘49              | Метенининский   | Артемьевское       |
| 266 | Рожновка                      | деревня         | →0               | Метенининский   | Левобережное       |
| 267 | Рольино-Волохонское           | деревня         | ↘2               | Метенининский   | Левобережное       |
| 268 | Рольино-Шаготское             | деревня         | →0               | Великосельский  | Левобережное       |
| 269 | Рославлево                    | деревня         | →48              | Великосельский  | Левобережное       |
| 270 | Руновское                     | деревня         | ↗12              | Артемьевский    | Левобережное       |
| 271 | Рыково                        | деревня         | ↘13              | Фоминский       | Артемьевское       |
| 272 | Саблуково                     | деревня         | →3               | Помогаловский   | Константиновское   |
| 273 | Савинское                     | село            | ↘263             | Помогаловский   | Левобережное       |
| 274 | Сазоново                      | деревня         | →0               | Чебаковский     | Левобережное       |
| 275 | Сальково                      | деревня         | ↗1               | Чебаковский     | Чёбаковское        |
| 276 | Саматово                      | деревня         | ↗12              | Николо-Эдомский | Чёбаковское        |
| 277 | Сельцо                        | деревня         | ↘3               | Помогаловский   | Артемьевское       |
| 278 | Сельцо                        | деревня         | →1               | Николо-Эдомский | Левобережное       |
| 279 | Селюнино                      | деревня         | ↗6               | Великосельский  | Артемьевское       |
| 280 | Скрылево                      | деревня         | →0               | Метенининский   | Левобережное       |
| 281 | Слизнево                      | деревня         | →0               | Метенининский   | Левобережное       |
| 282 | Слонятино                     | деревня         | →0               | Чебаковский     | Чёбаковское        |
| 283 | Снегиревка                    | деревня         | ↗2               | Помогаловский   | Чёбаковское        |
| 284 | Сокшейки                      | деревня         | →0               | Помогаловский   | Левобережное       |
| 285 | Софронки                      | деревня         | ↘13              | Борисоглебский  | Левобережное       |
| 286 | Становщиково                  | деревня         | →0               | Фоминский       | Левобережное       |
| 287 | Старово                       | деревня         | ↗3               | Родионовский    | Левобережное       |
| 288 | Столбищи                      | деревня         | ↘403             | Николо-Эдомский | Артемьевское       |
| 289 | Стояново                      | деревня         | ↘22              | Великосельский  | Левобережное       |
| 290 | Строкино                      | деревня         | →3               | Метенининский   | Левобережное       |
| 291 | Студенец                      | деревня         | ↘3               | Метенининский   | Левобережное       |
| 292 | Суглобино                     | деревня         | ↘12              | Родионовский    | Левобережное       |
| 293 | Судилово                      | деревня         | ↗41              | Чебаковский     | Чёбаковское        |
| 294 | Сумаково                      | деревня         | ↗11              | Чебаковский     | Чёбаковское        |
| 295 | Сухоногово                    | деревня         | ↘0               | Помогаловский   | Левобережное       |
| 296 | Сущево                        | деревня         | ↗2               | Артемьевский    | Артемьевское       |
| 297 | Тамарово                      | деревня         | ↘9               | Чебаковский     | Чёбаковское        |
| 298 | Теляково                      | деревня         | ↘10              | Метенининский   | Левобережное       |
| 299 | Терехово                      | деревня         | ↘31              | Метенининский   | Левобережное       |
| 300 | Тимоханово                    | деревня         | ↘8               | Родионовский    | Левобережное       |
| 301 | Тоболино                      | деревня         | ↗16              | Родионовский    | Левобережное       |
| 302 | Трубино                       | деревня         | ↗3               | Чебаковский     | Чёбаковское        |
| 303 | Уварово                       | деревня         | →0               | Артемьевский    | Артемьевское       |
| 304 | Ульяново                      | деревня         | ↘13              | Помогаловский   | Левобережное       |
| 305 | Урдома                        | посёлок         | ↘130             | Помогаловский   | Левобережное       |
| 306 | Ушаково                       | деревня         | →1               | Борисоглебский  | Левобережное       |
| 307 | Фарисеево                     | деревня         | ↘3               | Фоминский       | Константиновское   |
| 308 | Федорково                     | деревня         | →0               | Фоминский       | Константиновское   |
| 309 | Фефелово                      | деревня         | →13              | Великосельский  | Левобережное       |
| 310 | Филимоново                    | деревня         | →0               | Чебаковский     | Чёбаковское        |
| 311 | Филинское                     | деревня         | ↘2               | Родионовский    | Левобережное       |
| 312 | Филисово                      | деревня         | →0               | Помогаловский   | Левобережное       |
| 313 | Фоминское                     | посёлок         | ↘2125            | Фоминский       | Константиновское   |
| 314 | Холм                          | деревня         | ↘2               | Николо-Эдомский | Артемьевское       |
| 315 | Цветково                      | деревня         | ↘8               | Великосельский  | Левобережное       |
| 316 | Чёбаково                      | посёлок         | ↘442             | Чебаковский     | Чёбаковское        |
| 317 | Чёбаково                      | деревня         | 20               | Чебаковский     | Чёбаковское        |
| 318 | Ченцы                         | деревня         | ↗77              | Родионовский    | Левобережное       |
| 319 | Чирково                       | деревня         | ↗3               | Помогаловский   | Левобережное       |
| 320 | Чудиново                      | деревня         | ↘16              | Великосельский  | Левобережное       |
| 321 | Шахматово                     | деревня         | →7               | Помогаловский   | Левобережное       |
| 322 | Шелково                       | деревня         | ↘12              | Артемьевский    | Артемьевское       |
| 323 | Шеломки                       | деревня         | →0               | Артемьевский    | Артемьевское       |
| 324 | Шеломяна                      | деревня         | ↘0               | Метенининский   | Левобережное       |
| 325 | Шишкино                       | деревня         | ↗3               | Фоминский       | Константиновское   |
| 326 | Шпаново                       | деревня         | →5               | Родионовский    | Левобережное       |
| 327 | Шуино                         | деревня         | →0               | Николо-Эдомский | Артемьевское       |
| 328 | Шумихино                      | деревня         | ↘6               | Никольский      | Левобережное       |
| 329 | Щетино                        | деревня         | ↘5               | Фоминский       | Константиновское   |
| 330 | Юдаково                       | деревня         | →0               | Николо-Эдомский | Артемьевское       |
| 331 | Юрицево                       | деревня         | ↗3               | Родионовский    | Левобережное       |
| 332 | Юрьевское                     | деревня         | →16              | Родионовский    | Левобережное       |
| 333 | Языково                       | деревня         | ↘22              | Родионовский    | Левобережное       |
| 334 | Яковлево                      | деревня         | ↗17              | Фоминский       | Константиновское   |
| 335 | Ясиплево                      | деревня         | ↘139             | Помогаловский   | Левобережное       |
| 336 | Яскино                        | деревня         | ↘8               | Метенининский   | Левобережное       |

## Известные уроженцы
- Виноградов, Александр Павлович (д. Петрецово, 1895) — выдающийся геохимик
- Терешкова, Валентина Владимировна (д. Большое Масленниково, 1937) — первая женщина-космонавт
- Христораднов, Юрий Николаевич (д. Тимоханово, 1929) — советский партийный и государственный деятель